# LIRC
LIRC (Linux Infrared Remote Control) es un programa informático para el sistema operativo GNU/Linux que permite recibir y enviar las señales de infrarrojos usadas en la mayoría de los controles remotos.
Soporta hardware muy variado, desde circuitos caseros por puerto serie o paralelo hasta dispositivos comerciales con conexiones USB, IrDA, PCI y otras. La lista de hardware soportado se encuentra en la página web.
La parte más importante de LIRC es lircd, el demonio que descodifica las señales de IR recibidas por el controlador y proporciona la información por un socket. También puede enviar señales IR si el hardware lo soporta.
El segundo programa demonio, lircmd, se conecta a lircd y traduce las señales IR descodificadas a movimientos del ratón. Por tanto, se puede configurar un programa como X para usar el mando a distancia como un dispositivo de entrada.
Las aplicaciones que se ejecutan en espacio de usuario permiten controlar el ordenador con el mando. Se pueden enviar eventos X a los programas, arrancar programas, y mucho más sólo con una pulsación de un botón. Algunas posibilidades que esto ofrece son: ratón sin cables, control remoto para un sintonizador de TV, apagado a distancia del ordenador, programación de un grabador de vídeo, etc.